# Kašnice

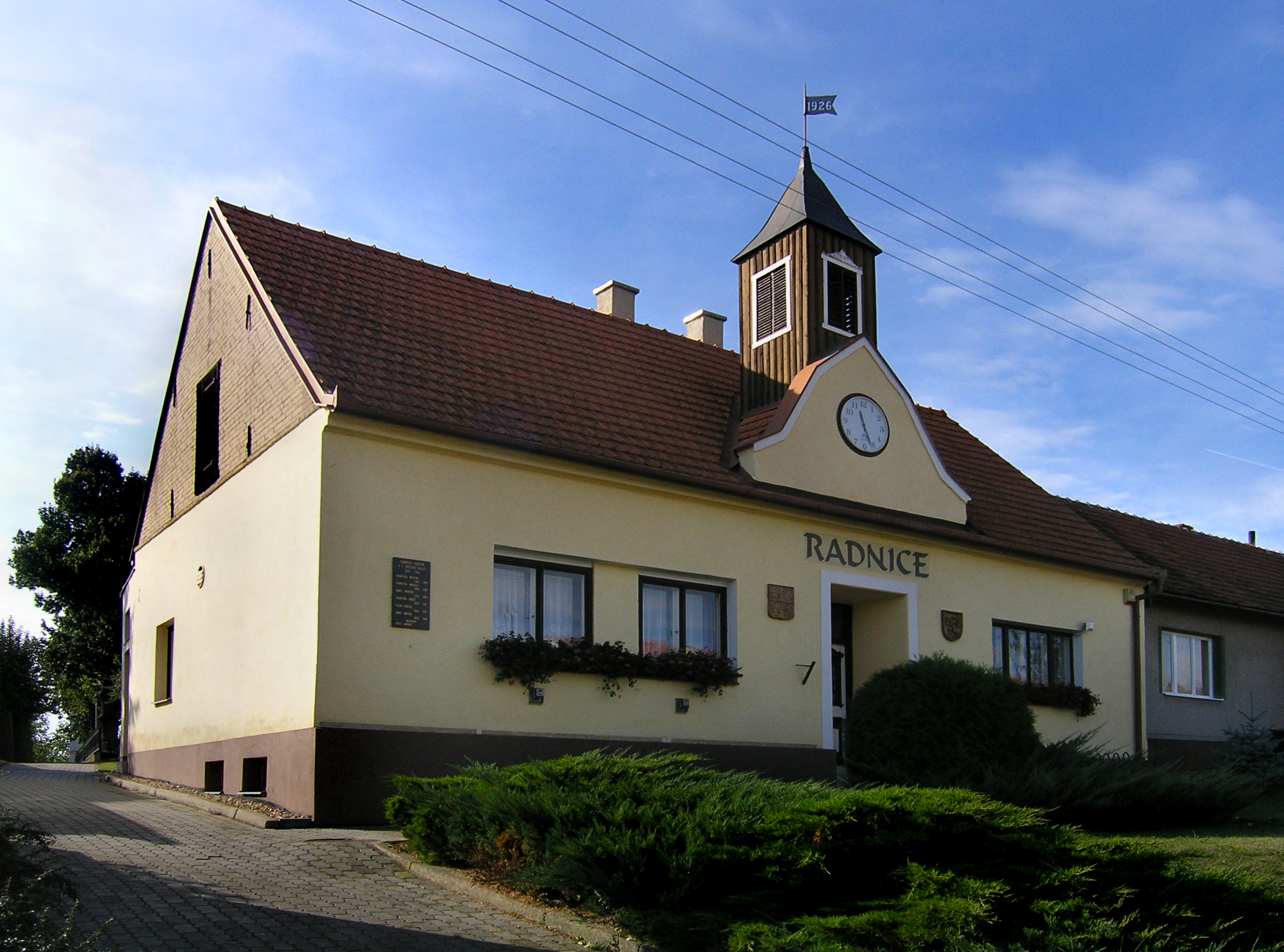
Rathaus

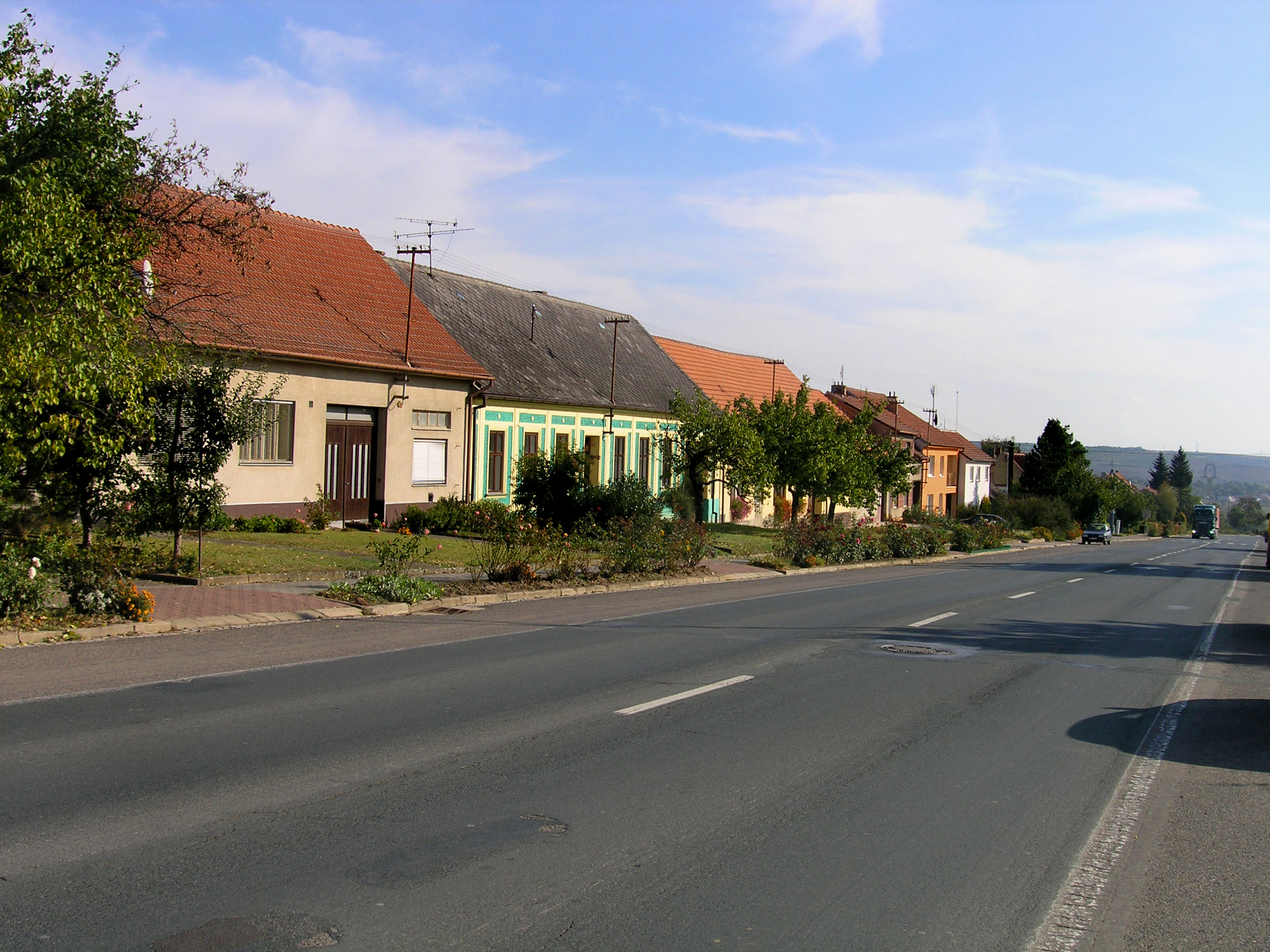
Häuser an der Dorfstraße

Kašnice (deutsch Kaschnitzdorf) ist eine Gemeinde in Tschechien. Sie liegt anderthalb Kilometer östlich von Klobouky u Brna und gehört zum Okres Břeclav.

## Geographie
Das Straßendorf Kašnice befindet sich in der Dambořická vrchovina, einem südwestlichen Ausläufer des Steinitzer Waldes (Ždánický les). Kašnice erstreckt sich auf einem Höhenzug zwischen den Tälern der Bäche Kloboucký potok und Kašnice. Nördlich erhebt sich der Ostrý (317 m), im Osten die Novorovinská hora (266 m), südlich die Harasky (278 m) und im Nordwesten die Rovinky (265 m).
Nachbarorte sind Velké Hostěrádky und Bohumilice im Norden, Násedlovice im Nordosten, Kumstát und Nenkovice im Osten, Krumvíř und Terezín im Südosten, Brumovice und Morkůvky im Süden, Boleradice im Südwesten, Klobouky u Brna im Westen sowie Borkovany und Časkovec im Nordwesten.

## Geschichte
Nach der Aufhebung des Klosters Obrowitz wurde das klösterliche Gut Klobouky 1784 der k.k. Staatsgüteroberdirektion für Mähren unterstellt. Am 30. Juni 1785 gründete der kaiserlichen Hofkommissar Anton Valentin Freiherr von Kaschnitz zu Weinberg auf einem Teil der Gutsfluren an der Kaiserstraße von Brünn nach Göding bei der Ausspannwirtschaft Zastávka eine Familiantensiedlung, die nach ihm als Kaschnitz benannt wurde. Die 36 Siedlerfamilien waren sämtlich Helvetischen Bekenntnisses und kamen aus den Dörfern Veliny, Rychlov und Bystřiny in der Herrschaft Pardubice, Široký Důl und Třítěže in der Herrschaft Litomyšl, Křivice und Ostašovice in der Herrschaft Opočno und aus Borová in der Herrschaft Polička im Chrudimer Kreis in Böhmen. Der Familie wurden 17 Maß Grund sowie je eine Maß Wiesen- und Weideland zugeteilt. Zu den besonderen Verpflichtungen der Siedler gehörte die Instandhaltung der Kaiserstraße einschließlich der Allee auf dem Dorfanger.
Gepfarrt war Kaschnitz zur evangelischen Kirche in Klobouky. Die Siedler betrieben vor allem Obstbau, später auch Weinbau. Im Jahre 1789 erwarb der Hofrat Dornfeld die Gutsherrschaft Klobouky. 1802 brannten sieben Anwesen ab. Am 13. September 1820 kauften die Brüder Augustin und Ignatz, Ritter von Neuwall die Herrschaft Klobouky. Diese machten den Siedlern das Recht zur Bestellung ihrer Grundstücke streitig. Da dieses Recht niemals schriftlich zugestanden worden war, kam es am 5. Januar 1830 zu einem Vergleich zwischen den Bewohnern von Kaschnitz und der Herrschaft, bei dem die Herrschaft die bestehenden Verhältnisse gegen die jährliche Zahlung von 38 Gulden, 9 ein Viertel Kreuzer von jedem Siedler anerkannte. 1836 wurden die Grundstücke und der Vergleich in die Grundbücher eingetragen. 1840 gab es in dem Dorf vier Handwerksbetrieb und Ziegeleien, deren Besitzer Bürger von Klobouky waren. Bis zur Mitte des 19. Jahrhunderts blieb Kaschnitz immer nach Klobouky untertänig.
Nach der Aufhebung der Patrimonialherrschaften bildete Kašnice / Kaschnitzdorf ab 1850 einen Ortsteil der Stadt Klobouky in der Bezirkshauptmannschaft Auspitz. 1867 löste sich Kašnice von Klobouky los und bildete eine eigene Gemeinde. Im Jahre 1908 wurde die Bahnstrecke Čejč–Ždánice errichtet, südlich des Dorfes entstand der Kopfbahnhof Klobouky. Zwischen 1928 und 1929 erfolgte in Kašnice der Bau einer öffentlichen Wasserversorgung. Zum Ende des Zweiten Weltkrieges nahm die Rote Armee am 17. April 1945 den Ort ein. Die von den sowjetischen Panzern dabei verursachten Schäden betrugen eine Million Kronen. Das älteste Haus im Dorf, das auf die Ausspanne Zastávka zurückgehende Gasthaus Na Čertovci brannte aus. Der rein evangelische Charakter des Dorfes hielt sich bis in die 1950er Jahre. Nach der Aufhebung des Okres Hustopeče wurde die Gemeinde 1961 dem Okres Břeclav zugeordnet. 1963 zerstörte ein Feuer elf Häuser. 1974 erfolgte die Rekonstruktion der Straße II/380 Brno – Hodonín. Für die Verbreiterung der Straße auf 13 m wurden den Bewohnern Teile der Vorgärten abgekauft und die Ruine des Gasthauses abgerissen. Am 29. Juli 1976 wurde Kašnice nach Klobouky eingemeindet. Kašnice löste sich im Juni 1990 wieder von Klobouky los und bildete eine eigene Gemeinde.
1991 lebten in den 66 Häusern der Gemeinde 245 Personen. 1993 erwarb die Brünner Firma Hudson das Haus Nr. 52 und baute es zu einem Weinkeller um. Seit 1996 führt die Gemeinde ein Wappen und Banner; es zeigt den Löwen aus dem Wappen der Kaschnitz von Weinberg eine goldene Weintraube tragend. 1998 erfolgte die Einstellung des Personenverkehrs auf der Eisenbahnstrecke. Kašnice ist die kleinste Gemeinde im Okres Břeclav.

## Ortsgliederung
Für die Gemeinde Kašnice sind keine Ortsteile ausgewiesen.

## Sehenswürdigkeiten
- Rathaus, errichtet 1926